# .gb
.gb — в Інтернеті, національний домен верхнього рівня (ccTLD) для Великої Британії.
Початково виділений згідно з літерним кодом Великої Британії (за ISO-3166-1) був у результаті замінений на .uk.